# Oberliga Nord
L'Oberliga Nord va ser la màxima categoria de futbol al Nord de la RFA entre els anys 1947 fins la creació de la Lliga alemanya de futbol el 1963. Cobria els estats de Baixa Saxònia, Bremen, Hamburg, i Schleswig-Holstein. La lliga va ser creada l'any 1947 com el nivell de futbol més alt als estats del nord d'Alemanya, que en aquell moment formava part de la zona d'ocupació britànica. Va substituir les diverses Gauliga que havien existit fins al 1945 a la regió:
- Gauliga Braunschweig-Südhannover
- Gauliga Hamburg
- Gauliga Osthannover
- Gauliga Schleswig-Holstein
- Gauliga Weser-Ems

La lliga va ser, juntament amb l'Oberliga Oest, l'última de les cinc Oberliga que es van formar, les altres quatre eren:
- Oberliga Oest (formada el 1947)
- Oberliga Berlín (formada el 1945, originalment amb clubs de Berlín Oest i Est)
- Oberliga Sud-oest (formada el 1945)
- Oberliga Sud (formada el 1945)

Els clubs fundadors van ser 12, quatre d'Hamburg, tres de la Baixa Saxònia (sud), tres de la Baixa Saxònia (Nord, inclòs Bremen) i dos d'Schleswig-Holstein.
Amb la reintroducció del campionat alemany el 1948, el guanyador i de vegades el subcampió de l'Oberliga Nord van passar a la final del torneig amb els altres campions de l'Oberliga.

## Membres fundadors
- Hamburger SV
- FC St. Pauli
- Eintracht Braunschweig
- VfL Osnabrück
- Werder Bremen
- Arminia Hannover
- VfB Lübeck
- Concordia Hamburg
- Bremer SV
- Holstein Kiel
- Hannover 96
- SC Victoria Hamburg

## Desaparició de l'Oberliga
Amb la introducció de la Lliga alemanya de futbol, tres equips de l'Oberliga Nord van ser admesos a la nova Bundesliga. Els altres 13 equips van anar a la nova Regionalliga Nord, una de les cinc noves segones divisions.
Els equips admesos a la Bundesliga van ser:
- Hamburger SV
- SV Werder Bremen
- Eintracht Braunschweig

Els equips admesos a la Regionalliga van ser:
- VfR Neumünster
- Holstein Kiel
- FC St. Pauli
- VfL Osnabrück
- VfV Hildesheim
- Hannover 96
- Arminia Hannover
- ASV Bergedorf 85
- VfB Oldenburg
- TuS Bremerhaven 93
- Concordia Hamburg
- FC Altona 93
- VfB Lübeck

El sistema de classificació per a la nova lliga fou bastant complex. Es van tenir en compte les posicions de lliga dels clubs que jugaven a l'Oberliga durant les últimes deu temporades, per la qual cosa els resultats del 1952 al 1955 es van comptar una vegada, els resultats del 1955 al 1959 es van comptar el doble i els resultats del 1959 al 1963 el triple. Un primer lloc va obtenir 16 punts, un setze lloc un punt. Les aparicions al campionat alemany o a les finals de la DFB-Pokal també van ser recompensades amb punts. Els cinc campions de l'Oberliga de la temporada 1962-63 van tenir accés directe a la Bundesliga. Tot plegat, 46 clubs van sol·licitar les 16 places disponibles de la Bundesliga.
Seguint aquest sistema, l'11 de gener de 1963, la DFB va anunciar nou clubs fixos per a la nova lliga i va reduir els clubs elegibles per als set llocs restants a 20. Els clubs de la mateixa Oberliga que estaven separats per menys de 50 punts es van considerar en igualtat de rang i es va utilitzar la posició 1962-63 per determinar l'equip classificat.
Vuit clubs de l'Oberliga Nord van sol·licitar ser membre de la Bundesliga. Hamburger SV i Werder Bremen es van classificar abans d'hora. La tercera plaça fou per Eintracht Braunschweig a causa del seu tercer lloc el 1962-63, tot i que els seus punts generals els van situar en el setè lloc del rànquing, però a 50 punts del VfL Osnabrück, tercer classificat. Osnabrück va acabar setè el 1962-63.
Taula de punts:
| Posició | Club                   | Punts 1952 a 1963 | Posició 1962-63 |
| ------- | ---------------------- | ----------------- | --------------- |
| 1       | Hamburger SV           | 518               | 1               |
| 2       | Werder Bremen          | 396               | 2               |
| 3       | VfL Osnabrück          | 313               | 7               |
| 4       | Hannover 96            | 309               | 9               |
| 5       | FC St. Pauli           | 303               | 6               |
| 6       | Holstein Kiel          | 294               | 5               |
| 7       | Eintracht Braunschweig | 276               | 3               |
| 8       | Arminia Hannover       | 103               | 10              |

| Club classificat per a la nova Bundesliga. |

1. 1 2  Un dels nou clubs seleccionats l'11 de gener de 1963.
2. 1 2 3 4 5  Un dels 20 clubs que arribaren a la selecció final.
3. ↑  Un dels 15 candidats que van ser eliminats de la selecció final.

## Palmarès
Font:
| Temporada | Campió            | Subcampió              |
| --------- | ----------------- | ---------------------- |
| 1947-48   | Hamburger SV (1)  | FC St. Pauli           |
| 1948-49   | Hamburger SV (2)  | FC St. Pauli           |
| 1949-50   | Hamburger SV (3)  | FC St. Pauli           |
| 1950-51   | Hamburger SV (4)  | FC St. Pauli           |
| 1951-52   | Hamburger SV (5)  | VfL Osnabrück          |
| 1952-53   | Hamburger SV (6)  | Holstein Kiel          |
| 1953-54   | Hannover 96 (1)   | FC St. Pauli           |
| 1954-55   | Hamburger SV (7)  | TuS Bremerhaven 93     |
| 1955-56   | Hamburger SV (8)  | Hannover 96            |
| 1956-57   | Hamburger SV (9)  | Holstein Kiel          |
| 1957-58   | Hamburger SV (10) | Eintracht Braunschweig |
| 1958-59   | Hamburger SV (11) | Werder Bremen          |
| 1959-60   | Hamburger SV (12) | Werder Bremen          |
| 1960-61   | Hamburger SV (13) | Werder Bremen          |
| 1961-62   | Hamburger SV (14) | Werder Bremen          |
| 1962-63   | Hamburger SV (15) | Werder Bremen          |

- En negreta els equips que guanyaren el Campionat alemany aquella temporada.